# Episodi di The Buccaneers (serie televisiva)
La prima stagione della serie televisiva The Buccaneers, composta da 8 episodi, è stata pubblicata su Apple TV+ dall'8 novembre 2023 al 13 dicembre 2023.
| n. | Titolo originale      | Titolo italiano      | Pubblicazioni    |
| -- | --------------------- | -------------------- | ---------------- |
| 1  | American Poison       | Veleno americano     | 8 novembre 2023  |
| 2  | Women or Wives        | Donne o mogli        | 8 novembre 2023  |
| 3  | The Perfect Duchess   | La duchessa perfetta | 8 novembre 2023  |
| 4  | Homecoming            | Ritorno a casa       | 15 novembre 2023 |
| 5  | Failed Betrayal       | Tradimento fallito   | 22 novembre 2023 |
| 6  | It's Christmas        | È Natale             | 29 novembre 2023 |
| 7  | First Footing         | Il capodanno         | 6 dicembre 2023  |
| 8  | Wedding of the Season | Matrimonio dell'anno | 13 dicembre 2023 |